# Scottish Premiership 2018/19
Die Scottish Premiership war 2018/19 die sechste Austragung als höchste schottische Fußball-Spielklasse der Herren unter diesem Namen. Die Liga wurde offiziell als Ladbrokes Scottish Premiership ausgetragen. Es war zudem die 122. Austragung der höchsten Fußball-Spielklasse innerhalb der 2013 gegründeten Scottish Professional Football League, in welcher der Schottische Meister ermittelt wurde. Die Spielzeit begann am 4. August 2018 und endete nach zwei Runden mit dem 38. Spieltag am 19. Mai 2019. Zwischen dem 31. Dezember 2018 und 18. Januar 2019 gab es eine Winterpause.
Nach der regulären Saison, die als 1. Runde bezeichnet wurde und in der alle Mannschaften jeweils dreimal gegeneinander antreten, begann die abschließende 2. Runde, die in zwei Gruppen der Meisterschafts- und Abstiegs-Play-offs unterteilt wurde. Der Elftplatzierte der Premiership trat danach in Relegationsspielen an, in der der Zweit-, Dritt- und Viertplatzierte der Scottish Championship teilnahmen. Der Tabellenletzte stieg direkt ab.
Als Aufsteiger aus der letztjährigen Championship nahmen der FC St. Mirren und FC Livingston an der Premiership teil. Titelverteidiger war Celtic Glasgow.
Die Meisterschaft gewann zum insgesamt 50. Mal in der Vereinsgeschichte Celtic Glasgow. Es war zudem der achte Titel in Folge. Durch einen 3:0-Auswärtssieg am 4. Mai 2019 gegen den FC Aberdeen konnten die Bhoys die Meisterschaft bereits am 35. Spieltag gewinnen und qualifizierten sich damit als Meister für die folgende Champions League Saison 2019/20. Die Glasgow Rangers, der FC Kilmarnock und FC Aberdeen qualifizierten sich für die Europa League. Celtic gewann in derselben Saison den schottischen Pokal und Ligapokal, womit sie das dritte nationale Triple in Folge und das sechste insgesamt holten.
Der FC Dundee stieg nach fünf Spielzeiten in der Erstklassigkeit wieder in die 2. Liga ab. Der FC St. Mirren nahm an der Relegation teil, konnte aber nach zwei Unentschieden gegen Dundee United mit einem Sieg im Elfmeterschießen den Klassenerhalt sichern.

## Vereine
| Verein              | Stadt      | Stadion             | Kapazität |
| ------------------- | ---------- | ------------------- | --------- |
| FC Aberdeen         | Aberdeen   | Pittodrie Stadium   | 20.961    |
| FC Dundee           | Dundee     | Dens Park           | 12.085    |
| Celtic Glasgow      | Glasgow    | Celtic Park         | 60.355    |
| Glasgow Rangers     | Glasgow    | Ibrox Stadium       | 50.947    |
| Hamilton Academical | Hamilton   | New Douglas Park    | 06.000    |
| Heart of Midlothian | Edinburgh  | Tynecastle Park     | 17.529    |
| Hibernian Edinburgh | Edinburgh  | Easter Road         | 20.421    |
| FC Kilmarnock       | Kilmarnock | Rugby Park          | 18.128    |
| FC Livingston       | Livingston | Tony Macaroni Arena | 08.716    |
| FC Motherwell       | Motherwell | Fir Park            | 13.677    |
| FC St. Johnstone    | Perth      | McDiarmid Park      | 10.696    |
| FC St. Mirren       | Paisley    | St. Mirren Park     | 08.023    |

## 1. Runde

### Abschlusstabelle
| Pl.             | Verein                   | Sp. | S  | U  | N  | Tore    | Diff. | Punkte |
| --------------- | ------------------------ | --- | -- | -- | -- | ------- | ----- | ------ |
| 1.              | Celtic Glasgow (M, P, L) | 33  | 24 | 5  | 4  | 071:170 | +54   | 77     |
| 2.              | Glasgow Rangers          | 33  | 19 | 9  | 5  | 073:240 | +49   | 66     |
| 3.              | FC Kilmarnock            | 33  | 16 | 10 | 7  | 046:280 | +18   | 58     |
| 4.              | FC Aberdeen              | 33  | 17 | 7  | 9  | 052:370 | +15   | 58     |
| 5.              | Hibernian Edinburgh      | 33  | 14 | 10 | 9  | 049:340 | +15   | 52     |
| 6.              | Heart of Midlothian      | 33  | 15 | 5  | 13 | 038:410 | −3    | 50     |
| 7.              | FC St. Johnstone         | 33  | 13 | 5  | 15 | 032:440 | −12   | 44     |
| 8.              | FC Motherwell            | 33  | 13 | 4  | 16 | 037:470 | −10   | 43     |
| 9.              | FC Livingston (N)        | 33  | 11 | 9  | 13 | 035:330 | +2    | 42     |
| 10.             | Hamilton Academical      | 33  | 7  | 4  | 22 | 021:690 | −48   | 25     |
| 11.             | FC St. Mirren (N)        | 33  | 5  | 6  | 22 | 024:610 | −37   | 21     |
| 12.             | FC Dundee                | 33  | 4  | 6  | 23 | 025:680 | −43   | 18     |
| Stand: Endstand |                          |     |    |    |    |         |       |        |

Platzierungskriterien: 1. Punkte – 2. Tordifferenz – 3. geschossene Tore

| 1. Runde 2018/19: |

| Zum Saisonende 2017/18 |                                                  |
| (M)                    | Meister des Vorjahres                            |
| (P)                    | Pokalsieger des Vorjahres                        |
| (L)                    | Ligapokalsieger des Vorjahres                    |
| (N)                    | Aufsteiger aus der Scottish Championship 2017/18 |

## 2. Runde

### Meisterschafts-Play-offs

#### Abschlusstabelle
| Pl. | Verein                   | Sp. | S  | U  | N  | Tore    | Diff. | Punkte |
| --- | ------------------------ | --- | -- | -- | -- | ------- | ----- | ------ |
| 1.  | Celtic Glasgow (M, P, L) | 38  | 27 | 6  | 5  | 077:200 | +57   | 87     |
| 2.  | Glasgow Rangers          | 38  | 23 | 9  | 6  | 082:270 | +55   | 78     |
| 3.  | FC Kilmarnock            | 38  | 19 | 10 | 9  | 050:310 | +19   | 67     |
| 4.  | FC Aberdeen              | 38  | 20 | 7  | 11 | 057:440 | +13   | 67     |
| 5.  | Hibernian Edinburgh      | 38  | 14 | 12 | 12 | 051:390 | +12   | 54     |
| 6.  | Heart of Midlothian      | 38  | 15 | 6  | 17 | 042:500 | −8    | 51     |

| 2. Runde |

| Zum Saisonende 2017/18 |                               |
| (M)                    | Meister des Vorjahres         |
| (P)                    | Pokalsieger des Vorjahres     |
| (L)                    | Ligapokalsieger des Vorjahres |

### Abstiegs-Play-offs

#### Tabelle
| Pl. | Verein              | Sp. | S  | U  | N  | Tore    | Diff. | Punkte |
| --- | ------------------- | --- | -- | -- | -- | ------- | ----- | ------ |
| 7.  | FC St. Johnstone    | 38  | 15 | 7  | 16 | 038:480 | −10   | 52     |
| 8.  | FC Motherwell       | 38  | 15 | 6  | 17 | 046:560 | −10   | 51     |
| 9.  | FC Livingston (N)   | 38  | 11 | 11 | 16 | 042:440 | −2    | 44     |
| 10. | Hamilton Academical | 38  | 9  | 6  | 23 | 028:750 | −47   | 33     |
| 11. | FC St. Mirren (N)   | 38  | 8  | 8  | 22 | 034:660 | −32   | 32     |
| 12. | FC Dundee           | 38  | 5  | 6  | 27 | 031:780 | −47   | 21     |

| 2. Runde |

| Zum Saisonende 2017/18 |                                             |
| (N)                    | Neuaufsteiger aus der Scottish Championship |

## Relegation
Teilnehmer an den Relegationsspielen um einen Platz für die folgende Saison 2019/20 waren Ayr United, Inverness Caledonian Thistle und Dundee United aus der diesjährigen Championship. Hinzu kam der Vorletzte aus der diesjährigen Premiership. Der Sieger jeder Runde wurde in zwei Spielen ermittelt, wobei in der ersten Runde die Mannschaften die sich am Saisonende der Championship auf den Plätzen 3 und 4 befanden aufeinander trafen. Danach spielte der Sieger dieses Spiels in der zweiten Runde gegen den zweiten aus der Championship. Die letzte Runde wurde zwischen dem Elftplatzierten aus der Premiership und dem Sieger der zweiten Runde ausgetragen. Der Sieger der dritten Runde erhielt einen Platz für die neue Saison in der Premiership.
Erste Runde
Die Spiele wurden am 7. und 11. Mai 2019 ausgetragen.
|            | Gesamt |                              | Hinspiel | Rückspiel |
| ---------- | ------ | ---------------------------- | -------- | --------- |
| Ayr United | 2:4    | Inverness Caledonian Thistle | 1:3      | 1:1       |

Zweite Runde
Die Spiele wurden am 14. und 17. Mai 2019 ausgetragen.
|                              | Gesamt |               | Hinspiel | Rückspiel |
| ---------------------------- | ------ | ------------- | -------- | --------- |
| Inverness Caledonian Thistle | 0:4    | Dundee United | 0:1      | 0:3       |

Dritte Runde
Die Spiele wurden am 23. und 26. Mai 2019 ausgetragen.
|               | Gesamt          |               | Hinspiel | Rückspiel |
| ------------- | --------------- | ------------- | -------- | --------- |
| Dundee United | 1:1 (0:2 i. E.) | FC St. Mirren | 0:0      | 1:1 n. V. |

## Personal und Sponsoren
| Verein              | Logo | Trainer                | Kapitän          | Ausrüster   | Hauptsponsor             |
| ------------------- | ---- | ---------------------- | ---------------- | ----------- | ------------------------ |
| FC Aberdeen         |      | Derek McInnes          | Graeme Shinnie   | Adidas      | Saltire Energy           |
| Celtic Glasgow      |      | Neil Lennon (interim)  | Scott Brown      | New Balance | Dafabet                  |
| FC Dundee           |      | James McPake (interim) | Kenny Miller     | Puma        | McEwan Fraser Legal      |
| Hamilton Academical |      | Brian Rice             | Darian MacKinnon | Adidas      | Euro Mechanical Handling |
| Heart of Midlothian |      | Craig Levein           | Christophe Berra | Umbro       | Save the Children        |
| Hibernian Edinburgh |      | Paul Heckingbottom     | David Gray       | Macron      | Marathonbet              |
| FC Kilmarnock       |      | Steve Clarke           | Kris Boyd        | Nike        | QTS                      |
| FC Livingston       |      | Gary Holt              | Craig Halkett    | FBT         | Tony Macaroni            |
| FC Motherwell       |      | Steve Robinson         | Peter Hartley    | Macron      | BetPark                  |
| Glasgow Rangers     |      | Steven Gerrard         | James Tavernier  | Hummel      | 32Red                    |
| FC St. Johnstone    |      | Tommy Wright           | Joe Shaughnessy  | BLK         | Binn Group               |
| FC St. Mirren       |      | Oran Kearney           | Stephen McGinn   | Joma        | Skyview Capital          |

## Statistiken

### Torschützenliste
Bei gleicher Anzahl von Toren sind die Spieler alphabetisch nach Nachnamen bzw. Künstlernamen sortiert.
| Pl.      | Nat.       | Name            | Logo | Mannschaft              | Tore |
| -------- | ---------- | --------------- | ---- | ----------------------- | ---- |
| 01.      | Kolumbien  | Alfredo Morelos |      | Glasgow Rangers         | 18   |
| 02.      | England    | Sam Cosgrove    |      | FC Aberdeen             | 17   |
| 03.      | Frankreich | Odsonne Édouard |      | Celtic Glasgow          | 15   |
| 03.      | Schottland | David Turnbull  |      | FC Motherwell           | 15   |
| 05.      | England    | James Tavernier |      | Glasgow Rangers         | 14   |
| 06.      | Kanada     | Scott Arfield   |      | Glasgow Rangers         | 11   |
| 06.      | Schottland | James Forrest   |      | Celtic Glasgow          | 11   |
| 06.      | Schottland | Eamonn Brophy   |      | FC Kilmarnock           | 11   |
| 09.      | Schottland | Steven Naismith |      | Heart of Midlothian     | 10   |
| 10.      | Schottland | Ryan Christie   |      | Celtic Glasgow          | 9    |
| 10.      | England    | Scott Sinclair  |      | Celtic Glasgow          | 9    |
| 10.      | Schottland | Greg Stewart    |      | FC Kilmarnock           | 9    |
| 13.      | England    | Jermain Defoe   |      | Glasgow Rangers         | 8    |
| 13.      | Schweiz    | Florian Kamberi |      | Hibernian Edinburgh     | 8    |
| 13.      | Schottland | Kenny Miller    |      | FC Dundee FC Livingston | 8    |
| Endstand |            |                 |      |                         |      |

## Auszeichnungen während der Saison
| Monat          | Trainer des Monats                       | Spieler des Monats                    |
| -------------- | ---------------------------------------- | ------------------------------------- |
| August 2018    | Craig Levein (Heart of Midlothian)       | Tony Watt (FC St. Johnstone)          |
| September 2018 | Gary Holt (FC Livingston)                | Steven Naismith (Heart of Midlothian) |
| Oktober 2018   | Brendan Rodgers (Celtic Glasgow)         | James Forrest (Celtic Glasgow)        |
| November 2018  | Tommy Wright (FC St. Johnstone)          | Ryan Christie (Celtic Glasgow)        |
| Dezember 2018  | Derek McInnes (FC Aberdeen)              | Sam Cosgrove (FC Aberdeen)            |
| Januar 2019    | Winterpause (keine Vergabe)              | Winterpause (keine Vergabe)           |
| Februar 2019   | Steve Robinson (FC Motherwell)           | Jake Hastie (FC Motherwell)           |
| März 2019      | Paul Heckingbottom (Hibernian Edinburgh) | Odsonne Édouard (Celtic Glasgow)      |
| April 2019     | Steven Gerrard (Glasgow Rangers)         | Scott Arfield (Glasgow Rangers)       |

## Trainerwechsel
| Verein | Verein              | Trainer         | Grund                      | Datum             | Tabellenplatz | Nachfolger             |
| ------ | ------------------- | --------------- | -------------------------- | ----------------- | ------------- | ---------------------- |
|        | Glasgow Rangers     | Jimmy Nicholl   | Ende der Interimszeit      | 4. Mai 2018       | Sommerpause   | Steven Gerrard         |
|        | FC St. Mirren       | Jack Ross       | Wechsel zum AFC Sunderland | 25. Mai 2018      | Sommerpause   | Alan Stubbs            |
|        | FC Livingston       | David Hopkin    | Vertragsende               | 30. Juni 2018     | Sommerpause   | Kenny Miller           |
|        | FC Livingston       | Kenny Miller    | Vertragsauflösung          | 23. August 2018   | 9.            | Gary Holt              |
|        | FC St. Mirren       | Alan Stubbs     | Entlassung                 | 3. September 2018 | 11.           | Oran Kearney           |
|        | FC Dundee           | Neil McCann     | Entlassung                 | 16. Oktober 2018  | 12.           | Jim McIntyre           |
|        | Hamilton Academical | Martin Canning  | Vertragsauflösung          | 29. Januar 2019   | 10.           | Brian Rice             |
|        | Hibernian Edinburgh | Neil Lennon     | Vertragsauflösung          | 30. Januar 2019   | 8.            | Eddie May (interim)    |
|        | Hibernian Edinburgh | Eddie May       | Interimstrainer            | 13. Februar 2019  | 8.            | Paul Heckingbottom     |
|        | Celtic Glasgow      | Brendan Rodgers | Wechsel zu Leicester City  | 26. Februar 2019  | 1.            | Neil Lennon (interim)  |
|        | FC Dundee           | Jim McIntyre    | Entlassung                 | 13. Mai 2019      | 12.           | James McPake (interim) |

## Die Meistermannschaft von Celtic Glasgow
(Berücksichtigt wurden Spieler mit mindestens einem Einsatz; in Klammern sind die Einsätze und Tore angegeben)
| 1. | Celtic Glasgow |
|    | - Tor: Scott Bain (20/0), Craig Gordon (18/0) - Abwehr: Kristoffer Ajer (28/0), Filip Benković (20/2), Dedryck Boyata (19/1), Cristian Gamboa (1/0), Jack Hendry (4/0), Emilio Izaguirre (14 (0), Mikael Lustig (27/2), Tony Ralston (4/1), Jozo Šimunović (18/2), Kieran Tierney (21/0) Jeremy Toljan (10/0) - Mittelfeld: Daniel Arzani (1/0), Nir Biton (7/0), Scott Brown (30/1), Ryan Christie (23/9), Kouassi Eboue (2/0), James Forrest (33/11), Jonny Hayes (16/0), Ewan Henderson (5/0), Callum McGregor (35/3), Charly Musonda (4/0), Olivier Ntcham (20/3), Tom Rogić (21/3) - Angriff: Vakoun Issouf Bayo (1/0), Odsonne Édouard (32/15), Oliver Burke (14/4), Karamoko Dembélé (1/0), Leigh Griffiths (11/2), Scott Sinclair (33/9), Michael Johnston (14/5), Timothy Weah (13/3) - Trainer: Brendan Rodgers / Neil Lennon |